# Tagana-an
Tagana-an est une localité de la province de Surigao du Nord, aux Philippines. En 2015, elle compte 16 428 habitants.